# Canadaplein
Het Canadaplein is een plein in het centrum van de stad Alkmaar in de Nederlandse provincie Noord-Holland. Straten die uitkomen op het Canadaplein zijn de Paternosterstraat, Kerkplein, Gashuisstraat en de Bagijnenstraat. Zelf komt het plein uit op de Molenbuurt met daarachter de Geestersingel, daar aan het plein nog een stuk straat vastzit wat dezelfde naam draagt.

## Cultuur
Het plein wordt ook wel 'het cultuurplein' genoemd. Het bevindt zich tussen de Grote of Sint-Laurenskerk, de bibliotheek, het Stedelijk Museum Alkmaar en Theater De Vest. Op het plein vinden geregeld concerten of voorstellingen plaats. Zomer op het plein is een festival gedurende de zomermaanden met gratis optredens.

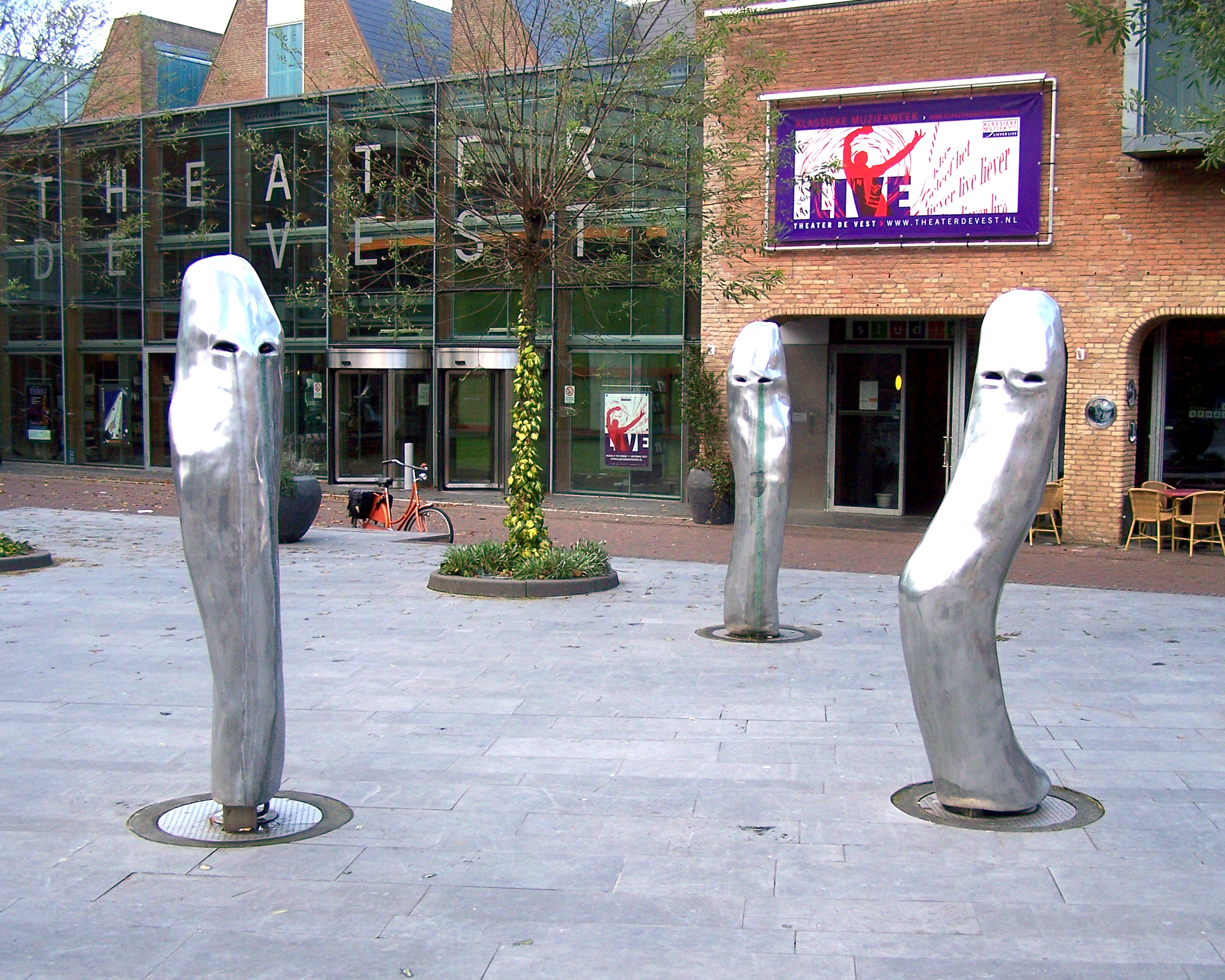
Kunstwerk Spoken huilen omdat ze niet bestaan uit 2000 van Arjen Lancel op het plein

## Historie
Het Canadaplein was vroeger een parkeerplaats voor auto's. Op de zaterdagen werd er een markt gehouden en een paar keer per jaar vond er een kermis plaats. Ook waren er gebouwen die later werden gesloopt: Het zwembad De Overdekte, het gebouw van de Keuringsdienst van Waren en de St Willibordus school.
Historische afbeeldingen van het Canadaplein staan in het Regionaal Archief Alkmaar.
Achterdam ·
Bierkade · 
Boterstraat · 
Canadaplein · 
Fnidsen ·
Kennemerstraatweg ·
Koningsweg · 
Koorstraat · 
Laat ·
Langestraat · 
Lindegracht ·
Oudegracht ·
Koning Willem-Alexanderlaan ·  
Vermeerstraat